# Frank Smithies
Frank Smithies (ur. 10 marca 1912 w Edynburgu, zm. 16 listopada 2002 w Cambridge) – brytyjski matematyk, który zajmował się równaniami całkowymi, analizą funkcjonalną oraz historią matematyki. Członek Royal Society of Edinburgh.
W 1937 uzyskał na University of Cambridge doktorat na podstawie rozprawy The Theory Of Linear Integral Equations napisanej pod kierunkiem G. H. Hardy'ego. Promotor m.in. Grahama Allana.

## Książki
- Integral equations. Cambridge tracts in Mathematics and Physics, no. 49, Cambridge University Press, 1958.
- Cauchy and the Creation of Complex Function Theory, Cambridge University Press, 1997.